# Абу-ль-Хасан Али ибн аль-Ихшид
Абу-ль-Хасан Али ибн аль-Ихшид — третий ихшид Египта в 960/61—966 годах, представитель тюркской династии Ихшидогуллары, которые помимо Египта правили Хиджазом и частью Леванта. Младший сын основателя династии Мухаммеда.

## Биография
Абу-ль-Хасан Али был младшим сыном основателя династии Ихшидогуллары Мухаммеда ибн Тугджа аль-Ихшида и младшим братом своего предшественника Абу-ль-Касима Унуджура. Когда последний скончался, Али унаследовал престол, начав править в 960/61 году. Однако во время правления наследников Мухаммеда реальная власть оказалась полностью за возвысившимся в его годы темнокожим рабом-евнухом Кафуром. Достоверно известно, что Али, в отличие от своих предшественников, уже не чеканил монеты.
Вскоре после начала правления Абу-ль-Хасана между 960 и 963 годами византийский флот потопил флот египтян. Наиболее значимым событием в это время стало очередное нубийское вторжение, произошедшее в 963 году. Такое нашествие племён юга было не единичным: ещё в 950 году нубийцы достигли египетских оазисов, а в 956 продолжили свой путь, дойдя до Асуана и его окрестностей и устроив массовые грабежи и резню пленных. Кафур направил против них карательную экспедицию, однако это не успокоило нубийцев, и в 963 они вторглись вновь.
Проблемы были и на других фронтах. На севере в Дельте и на западе в оазисах в страну проникали племена берберов, а на северо-востоке государства, в центральной Сирии, наступали арабы. Там же, близ самого Дамаска, появились карматы, которые собирали дань и грабили. В самом Египте межрелигиозная и межэтническая напряжённость привела к конфликтам и серьёзным инцидентам. В частности, успехи Византии привели к нашествию мелькитов, которые наступали в Киликии и которых греки поддержали на крупнейших островах, Крите и Кипре.
После этих событий профессиональные воины, как свободные, так и рабы-гулямы, вмешивались в процесс управления государством, которое в годы власти Абу-ль-Хасана ослабляло и сотрудничество между военными, что удерживали за собой систему икта, и гражданскими финансистами, что приводило к росту экспроприаций. Поскольку отсутствовал чёткий принцип наследования государственной власти — государство было автономно, и аббасидский халиф не назначал наместников, а правящая династия была слишком слаба, чтобы передавать власть из рук в руки без чужого влияния, — в государстве шла беспрерывная борьба за престол, которая по своей сути напоминала Египет куда более поздней эпохи — мамлюкской. Пока у власти де-факто стоял Кафур, борьба сдерживалась. Однако он был рабом и евнухом, то есть не имел шансов передать власть своему сыну, в связи с этим его смерть в годы правления Абу-ль-Хасана, вероятно, привела бы к началу масштабного политического кризиса.
Когда Абу-ль-Хасан скончался в январе 966 года, его похоронили в Иерусалиме рядом с отцом и братом, недалеко от «Ворот племён» на Храмовой горе. Кафур принял решение взять власть в свои руки, не возводя на престол кого-то из династии. Одной из причин такого поступка было то, что сын Абу-ль-Хасана Ахмад был ещё несовершеннолетним (на момент смерти отца ему исполнилось лишь 11 лет). В годы правления бывшего раба в Египте началась страшная засуха. В 968 году Кафур скончался, и всё ещё малолетний Ахмад стал последним правителем из династии, а год спустя регион покорили Фатимиды.